# Itoplectis virga
Itoplectis virga är en stekelart som beskrevs av Setsuya Momoi 1973. Itoplectis virga ingår i släktet Itoplectis och familjen brokparasitsteklar. Inga underarter finns listade i Catalogue of Life.